# Islesboro
Islesboro es un pueblo ubicado en el condado de Waldo en el estado estadounidense de Maine. En el Censo de 2010 tenía una población de 566 habitantes y una densidad poblacional de 3,17 personas por km².

## Geografía
Islesboro se encuentra ubicado en las coordenadas 44°17′56″N 68°54′55″O / 44.29889, -68.91528. Según la Oficina del Censo de los Estados Unidos, Islesboro tiene una superficie total de 178.4 km², de la cual 37.01 km² corresponden a tierra firme y (79.26%) 141.39 km² es agua.

## Demografía
Según el censo de 2010, había 566 personas residiendo en Islesboro. La densidad de población era de 3,17 hab./km². De los 566 habitantes, Islesboro estaba compuesto por el 97.88% blancos, el 0.71% eran afroamericanos, el 0.18% eran amerindios, el 0.18% eran asiáticos, el 0% eran isleños del Pacífico, el 0.53% eran de otras razas y el 0.53% pertenecían a dos o más razas. Del total de la población el 0.88% eran hispanos o latinos de cualquier raza.